# باول جيوفاني
باول جيوفاني (بالإنجليزية: Paul Giovanni)‏ هو كاتب مسرحي ومغني ومخرج وممثل أمريكي، ولد في 2 يونيو 1933، وتوفي في 17 يونيو 1990 بنيويورك في الولايات المتحدة بسبب ذات الرئة.

## ترشيحات
- جائزة توني لأفضل إخراج مسرحي [الإنجليزية]‏ (1979)

## وصلات خارجية
- باول جيوفاني على موقع IMDb (الإنجليزية)
- باول جيوفاني على موقع ألو سيني (الفرنسية)
- باول جيوفاني على موقع ميوزك برينز (الإنجليزية)
- باول جيوفاني على موقع أول موفي (الإنجليزية)
- باول جيوفاني على موقع أول موفي (الإنجليزية)
- باول جيوفاني على موقع قاعدة بيانات برودواي على الإنترنت (الإنجليزية)
- باول جيوفاني على موقع ديسكوغز (الإنجليزية)
- باول جيوفاني على موقع قاعدة بيانات الفيلم (الإنجليزية)
- باول جيوفاني على موقع كينوبويسك (الروسية)